# 森清勇
森 清勇（もり せいゆう、1939年（昭和14年） - ）は、元陸上自衛官。
元星槎大学（主に社会人を対象とした通信制大学）の非常勤講師。熊本県鹿本郡（現：山鹿市）出身。

## 略歴
1958年（昭和33年）熊本県立山鹿高等学校（現・熊本県立鹿本高等学校）卒業、防衛大学校入校。1962年（昭和37年）：防衛大学校卒業（第6期）、陸上自衛隊入隊。
1968年（昭和43年）京都大学大学院修士課程（核融合専攻）修了。1975年（昭和50年）アメリカ陸軍武器学校幹部上級課程修了。
1979年（昭和54年）陸上自衛隊幹部学校技術高級課程修了、第3高射特科群第104高射直接支援隊長。1990年（平成2年）東北方面武器隊長。1992年（平成4年）北海道地区補給処副処長。
1994年（平成6年）退職勧奨（陸将補に特別昇任）。
2011年（平成23年）平成23年春の叙勲において瑞宝小綬章を受章。
退官後は日本製鋼所顧問を10年間務めた後、2010年（平成22年）3月までの5年間、全国防衛協会連合会事務局にて機関紙「防衛協会会報」の編集に携わった。星槎大学非常勤講師を務めた後、現在『日本ビジネスプレス』に寄稿をおこなっている。

## 主張
- 2022年ロシアのウクライナ侵攻に関連し、ロシアとウクライナ、中国と日本の関係はよく似ておりウクライナでもドネツク人民共和国とルガンスク人民共和国の独立志向派は少数だったが侵攻につながったことから、琉球独立について中国でも同じ危険性があることを述べた。その中で中華民族琉球特別自治区準備委員会が日本人が知らないところで活動しているとしている[5]。
- 拉致問題については日本に強力な軍事力がなければ拉致問題は解決しないと主張している[6]。

## 著書

### 単著
- 森清勇、2001、『外務省の大罪―幻の宣戦布告』、かや書房 ISBN 490612447X

### 共編著
- 森野軍事研究所（編著）、2001、『「国を守る」とはどういうことか―だれでも分かる日本国防読本』、阪急コミュニケーションズ ISBN 4484012189